# 波尔·伯尼克
波尔·伯尼克（挪威語：Pål Børnick，1955年11月3日—），挪威男子赛艇运动员，主攻轻量级项目。他曾代表挪威参加世界赛艇锦标赛，获得二枚金牌和一枚银牌。